# 沙巴崇正中學
沙巴崇正中学（英语：Sabah Tshung Tsin Secondary School；马来语：Sekolah Menengah Tshung Tsin Sabah），是位于马来西亚沙巴州亚庇市的一所马来西亚华文独立中学。

## 校史

### 1965年: 创校初期

#### 1965年
沙巴客属总会在拿督张福田的领导之下创立了沙巴崇正中学，创校目的是为了招收因在小学会考中不及格或超龄而无法入读国民型华文中学的学生，使得他们能继续接受中学教育。
创校初期，由于还没属于自己的校舍，校方只好暂借亚庇中学的课室，在非上课时段时上课。当时，学生人数只有78人。

### 1966-1989年: 发展与成长

#### 1967年
三层楼课室竣工，崇正中学这时才拥有属于自己的校舍。学生人数也达到当时的巅峰期，有670人。

#### 1974年
学生人数跌至24名。此时，校方接收来自沙巴基金局的来函，要求接收崇正中学。崇正中学因此面临被接管或关闭的命运。
9月，为了复兴学校，沙巴客属总会将崇正中学的财政权与管理权移交给亚庇客属公会。后者於9月22日授权监学曹德安接管学校和策划复兴的工作, 崇正中学被接收的命运才得以挽回。
11月, 亚庇客属公会聘请郑佑安为校长, 并在12月底上任。这些努力使得校方招到初一新生250人，中四60多人。

#### 1975年
崇正中学已办至高中三班, 并第一次参加华文独立中学统一考试和馬來西亞教育文憑(SPM)考试。因报读初中一的学生逐年增加至六百多人, 所以董事会举行入学试，以成绩遴选学生。公会主席拿督彭德聪推行了“第一个十年发展计划”, 但因联盟时代压制华校的关系，公会处事仍需谨慎。在其任内，众多建筑物已完成， 这包括了两个三层楼课室，三层行政大楼，能容纳1000人的综合大礼堂（钟兆龙大礼堂），崇正亭，两座篮球场，一个网球场及运动场。

#### 1986年
四层楼教员宿舍建造完毕。

#### 1987年
1月, 本校开办大学先修班，成功招收了理科、商科152名学生, 并聘请政府教师曾桂安担任先修班主任。大学先修班的课程实际，教学效果好。在这年里, 参加普通教育高级程度证书（A-Level）考试和倫敦商会（LCCI）考试的学生获得佳绩。

#### 1989年
大学先修班中心的建筑物被建造并于1月迁入使用。在8月13日，由沙巴首席部长拿督百林吉丁岸亲临剪彩开幕。此大学先修班中心在当时是命名为沙巴崇正大学先修班中心，而现今被认知为崇正学院。

### 1989年-现今

#### 1989年
11月4日上午十一时, 郑佑安校长心脏病猝发逝世，享年49岁。

#### 1990年
因学生人数已达容纳数量，亚庇客家公会主席拿督曹德安与1990年建议坐落瓜拉孟加达之土地。

#### 1991年
郑佑安被州元首追封为拿督, 以表彰其对教育的贡献。

#### 1997年
坐落瓜拉孟加达之土地的计划获批准并正式获割让献议，得到领土实的40英亩。接着由第七期建委会在主席拿督曹德安之领导下，发动筹款活动。不久，此工程已在1998年完工。

#### 2017年
为了集中学校的行政处，树立方于年尾竣工。树立方底层富有休闲空间及学生需使用的储物柜。而第二至第四层是教师办公室以及教务处办公室。传给政府的恳求也被申请来让初三学生能够在中三评估(PT3)报考英文为官方语言的科学及数学。这恳求在七月成功被批准并从2019年启正式生效。

#### 2023年
学校主要学生厕所已被提升并在10月完工。学校的电脑也被新的替代，使学生们及老师不必担心电脑的网络产生困扰。此外，因原有的教师宿舍逐渐变得残旧，造成安全上的担忧，建设新教师宿舍的计划被公开。此四层楼新教师宿舍将替代原有的宿舍，并预计将于2024年8月完工。

## 办学理念

#### 校训
- 止于至善 （把事情做得尽善尽美，以至最完善的境界）[5]

#### 使命
- 培养德、智、体、群、美﹑劳，六育全面发展与个人潜能发展兼备的崇正人。[5]
- 传授华、国、英三语，培养爱护民族、效忠国家、放眼世界的青年。[5]
- 培养具有民主与科学精神，终生学习与独力思考能力，崇高情操的优秀的地球村主人。[5]

#### 方针
- 通过推崇 “品德好，学业好，课外活动好” 的三好学生来达到六育均衡发展。[5]
- 建设向上向善及爱校的校园文化，培养具有健全人格、崇高情操、远大抱负、受人尊敬的地球公民。[5]
- 重视个人潜能发展，在学术、课外活动、个人爱好、多元智慧各领域。[5]
- 三语兼习，三个面向（面向民族、面向国家、面向世界）培养勇于面对压力的挑战与坚韧不拔精神，学好华、国、英三语，攀向各领域学术高峰。[5]
- 推行“四大学习”[5]
  - 学会求知。
  - 学会做事。
  - 学会共处。
  - 学会做人。
- 养成 “三自习惯”[5]
  - 养成自学（做学习的主人）习惯
  - 养成自律（做行为的主人）习惯
  - 养成自治（做班上的主人）习惯
- 重视领袖、人生以服务为目地，通过班会、会社、学生领袖训练及国内外联系。[5]

## 校长及董事长
- 董事长: 拿督杨菊明[6]

- 校长: 郑展兴博士 (2019年10月1日上任)[7]

##### 前任校长
1. 叶毓秀 (1967年)
2. 锺志鹏 (1968-1970年)
3. 曾福泉 (1970-1972年)
4. 陈观燊 (1972-1974年)
5. 郑佑安 (1974-1989年)
6. 刘选福 (1990-1996年)
7. 曾桂安 (1996-2008年)
8. 丘和新 (2008-2019年)[2]

## 设施
崇正中学的基本设施有三层楼课室楼、一个已安装冷气的大礼堂、七层楼活动中心大楼、三层楼办公室（树立方）、四间创客坊、遮阳棚篮球场（玉荣球场）、药草圃等，也有为外籍学生和老师分别提供了学生及教职员宿舍。

### 活动中心大楼
因学生人数逐渐增加的关系，为了解决学校活动场地不足的问题，七层楼活动中心大楼（杨云活动中心大楼）与1994年竣工。活动中心大楼首两层被用作食堂。第二层也富有一间文具店。其余五楼则主要用于课外活动用途。联课活动处办公室就位于第3层。活动中心大楼里提供了音乐室、管乐室、华乐室、弦乐室、合唱室、舞蹈室、室内运动场及多用途课室。此楼的第七层是采用开放空间的构造, 体育课及西洋剑术社通常是在这层上课。此外, 清真寺也位于此楼。

### 课室楼
此建筑物富有超过54间已安装冷气的课室(50个主要课室, 一个特别课室及三个额外课室)。此建筑物也富有五间科学室及一间电脑室。此建筑物提供了一间升学辅导处、一间总务处、一间会议室、一间保健室、一间师生福利处、一间辅导处、一间训导处、 一间学长团聚集的地点及一间电脑室。三层楼图书馆位于额外课室的上面。此外, 此楼底层能找到一间印刷店。

### 综合大楼
五层综合大楼於1984年8月19日已落成。综合大楼的底层拥有食堂及贩卖部，第二层分设电脑室及讲堂，第三和四层为冷气图书馆，第五层充作当时的教师宿舍（后来以此楼充作大学先修班）。

### 创客坊
在崇正中学极力推广STEM教育之下，于2017年成立了创客坊。2018年5月31日，创客坊在沙巴创意创新发明大赛里以盲人导航器“STiCK”为代表作拿下了亚军。

### 花园和亭
佑安苑位于广播室的旁边。此亭是以前任校长, 已故拿督郑佑安而命名。学校的最西端位居了药草圃。此药草圃包括了能够让师生休息或下一盘中国象棋的凳子及桌子。学校也有三个亭, 这包括静思亭、思源亭及崇正亭。

## 国际交流
目前，与崇正中学活跃交流的学校有香港李求恩紀念中學。每年，双方都会透过视讯通话进行一场“港马双城艺术交流”。
1. ↑  . 沙巴崇正中学.   [2008-08-08]. （原始内容存档于2024-09-14）.
2. 1 2 3 4 5 6 7 8 9 10 11 12  . 沙巴崇正中学. 2008年8月8日  [2024年5月21日]. （原始内容存档于2024年9月14日）.
3. ↑  . 诗华日报. 2017年1月12日  [2024年5月21日]. （原始内容存档于2024年5月19日）.
4. ↑  . 沙巴崇正中学. 2023-10-09  [2024-05-21]. （原始内容存档于2024-05-18）.
5. 1 2 3 4 5 6 7 8 9 10 11  . 沙巴崇正中学.   [2024-05-21]. （原始内容存档于2024-08-01）.
6. ↑  . 亚洲时报. 2023-12-04  [2024-05-21]. （原始内容存档于2024-05-21）.
7. ↑  . 星洲日报. 2019-08-29  [2024-05-21]. （原始内容存档于2024-05-22）.
8. ↑  . www.sttss.edu.my.   [2018-08-18] （中文（中国大陆））.[永久]